# Національні епізоди
«Національні епізоди» (ісп. Episodios nacionales) — чотири цикли по десять романів і один, що складається з шести книг, які написав у період від 1873 до 1913 року Беніто Перес Гальдос. Описують історію Іспанії, починаючи від Трафальгарської битви і закінчуючи 1874, роком падіння лібералів і першої іспанської республіки.
Лейтмотивом циклу стала любов до вітчизни. Кожна серія романів присвячена певному історичному періоду і має свого героя. Проте справжнім героєм, який об'єднує всі «національні епізоди», є іспанський народ. «Національні епізоди» стали не лише художнім літописом політичного та суспільного життя Іспанії XIX століття, а й висловили авторську точку зору на чинний соціальний устрій.

## Перша серія: 1873—1875
Головний герой цієї серії — Габріель Араселі, учасник і ветеран війни з Наполеоном, який розповідає на старості років історію свого життя.
| Оригінальна назва             | Назва                      |
| ----------------------------- | -------------------------- |
| Trafalgar                     | Трафальгар                 |
| La Corte de Carlos IV         | Двір Карла IV              |
| El 19 de marzo y el 2 de mayo | 19 березня та 2 травня     |
| Bailén                        | Байлен                     |
| Napoleón en Chamartín         | Наполеон у Чамартіні       |
| Zaragoza                      | Сарагоса                   |
| Gerona                        | Жирона                     |
| Cádiz                         | Кадіс                      |
| Juan Martín el Empecinado     | Хуан Мартін ель Емпесінадо |
| La batalla de los Arapiles    | Битва при Арапілях         |

## Друга серія: 1875—1879
Друга серія «Національних епізодів» зображує боротьбу між реставрованою в Іспанії монархією та її противниками. Починається вона описом евакуації французьких військ з Іспанії та оповідає про події, що сталися до початку карлістської війни.
| Оригінальна назва                       | Назва                                            |
| --------------------------------------- | ------------------------------------------------ |
| El equipaje del rey José                | Багаж короля Хосе                                |
| Memorias de un cortesano de 1815        | Спогади придворного 1815 року                    |
| La segunda casaca                       | Друга куртка                                     |
| El Grande Oriente                       | Великий Схід                                     |
| 7 de julio                              | 7 липня                                          |
| Los cien mil hijos de san Luis          | Сто тисяч синів святого Луїса                    |
| El terror de 1824                       | Терор 1824 року                                  |
| Un voluntario realista                  | Доброволець-рояліст                              |
| Los apostólicos                         | Апостольство                                     |
| Un faccioso mas y algunos frailes menos | Одним бунтівником більше, кількома ченцями менше |

## Третя серія: 1898—
Третя серія зображує Іспанію, що потерпає від громадянської війни між карлістами і центральним урядом.
| Оригінальна назва         | Назва                   |
| ------------------------- | ----------------------- |
| Zumalacárregui            | Сумалакареґі            |
| Mendizábal                | Мендісабаль             |
| De Oñate a la Granja      | Від Оньяте до Ла-Ґранхи |
| Luchana                   | Лучана                  |
| La Campaña del Maestrazgo | Кампанія Маестраццо     |
| La estafeta romántica     |                         |
| Vergara                   | Конвенція Верґара       |
| Montes de Oca             | Монтес-де-Ока           |
| Los Ayacuchos             | Аякучо                  |
| Bodas reales              | Королівські весілля     |

## Четверта серія
Четверта серія зображує царювання Ізабели II. В ній письменник відходить від власне історичних подій та показує окремих особистостей та їхню психологію.
| Оригінальна назва                   | Назва                       |
| ----------------------------------- | --------------------------- |
| Las tormentas del 48                | Бурхливий 48-й              |
| Narváez                             | Нарваес                     |
| Los duendes de la camarilla         | Ельфи з кліки               |
| La revolución de julio              | Липнева революція           |
| O'Donnell                           | О'Доннелл                   |
| Aita Tettauen                       | Айта Теттауен               |
| Carlos VI en la Rápita              | Карл VI у Ла-Рапіті         |
| La vuelta al mundo en la «Numancia» | Навколо світу на «Нумансії» |
| Prim                                | Прим                        |
| La de los tristes                   |                             |

## П'ята серія:.. —1913
П'ята серія присвячена кризі та падінню Ізабелли II та подальшій реставрації монархії. Як сучасник, Гальдос уже спирався й на власні враження.
| Оригінальна назва    | Назва                    |
| -------------------- | ------------------------ |
| España sin rey       | Іспанія без короля       |
| España trágica       | Трагічна Іспанія         |
| Amadeo I             | Амадей I                 |
| La Primera República | Перша республіка         |
| De Cartago a Sagunto | Від Карфагена до Саґунто |
| Cánovas              | Кановас                  |

Останнім романом цієї серії мав стати «Сагаста», але книга так і залишилася в проєкті.